# Suillia picieti
Suillia picieti är en tvåvingeart som beskrevs av Gorodkov 1978. Suillia picieti ingår i släktet Suillia och familjen myllflugor.
Artens utbredningsområde är Kazakstan. Inga underarter finns listade i Catalogue of Life.